# Ondefontaine
Ondefontaine est une ancienne commune française, située dans le pays du Bocage virois, le département du Calvados en région Normandie, devenue le 1er janvier 2017 une commune déléguée au sein de la commune nouvelle de Les Monts d'Aunay.
Ondefontaine est peuplée de 316 habitants.

## Géographie
La commune est au nord du Bocage virois. Elle fait partie de la communauté de communes Aunay-Caumont-Intercom et à ce titre peut être localisée dans le Pré-Bocage, désignation récente, sorte de seuil du Massif armoricain. Son bourg est à 5,5 km au sud-ouest d'Aunay-sur-Odon et à 25 km au nord-est de Vire.
L'est du territoire est traversé du sud au nord par la route départementale no 26 reliant Vire au sud-ouest à Aunay-sur-Odon limitrophe au nord. Du bourg, on y accède par la D 114 au nord-est et par la D 291 au sud-est. La D 114 se prolonge à l'ouest vers Le Mesnil-Auzouf où elle rejoint la D 577 (ancienne route nationale 177 Caen-Mortain par Vire), tandis que la D 291 rejoint cette dernière à Jurques après avoir traversé le petit bourg voisin de La Bigne. Croisant ces deux voies dans le bourg, la D 290 relie Saint-Georges-d'Aunay au nord à Montchauvet au sud. L'accès à l'A84 est à Coulvain (échangeur 42) par Jurques à 9 km au nord-nord-ouest, ou à Villers-Bocage (échangeur 43) par Aunay-sur-Odon à 11,5 km au nord-nord-est.
Ondefontaine est dans le bassin de l'Orne, sur la ligne de partage des eaux entre deux de ses principaux affluents, l'Odon — qui prend sa source sur le territoire —, à l'ouest, et le Noireau par son affluent la Druance — prenant également sa source sur le territoire —, à l'est et au sud. Leurs premiers affluents, dont le ruisseau du Parc (Druance) en limite sud-ouest, drainent le territoire communal.
La cote culminante à 325 m est atteinte en deux points du territoire : en limite nord, près du bourg, et un peu plus à l'ouest, dominant le lieu-dit les Roncettes. Le point le plus bas 205 / 206 m) correspond aux sorties de l'Odon et du Roucamps du territoire, au nord-ouest et au sud-est. La commune est bocagère.
| La Bigne, Jurques | Seulline (comm. dél. de Saint-Georges-d'Aunay) | Aunay-sur-Odon, Roucamps     |
| Le Mesnil-Auzouf  | Ondefontaine                                   | Roucamps                     |
| Le Mesnil-Auzouf  | Danvou-la-Ferrière                             | Roucamps, Danvou-la-Ferrière |

## Toponymie
Le nom de la localité est attesté sous les formes Ondefons au XIe siècle, Windefontana en 1177 et Ouldonfontaine en 1273.
Le toponyme est issu de l'anthroponyme germanique Windo et du latin fontana, « source », la forme de 1273 ayant subi l'influence du nom de la rivière Odon qui prend sa source sur le territoire communal.
Le gentilé est Ondifontain.

## Politique et administration
| Période                                  | Période       | Identité        | Étiquette | Qualité     |
| ---------------------------------------- | ------------- | --------------- | --------- | ----------- |
| Les données manquantes sont à compléter. |               |                 |           |             |
| 1982                                     | mars 2001     | Claude Halbout  | SE        | Agriculteur |
| mars 2001                                | mars 2014     | Yves Chedeville | SE        | Agriculteur |
| mars 2014                                | décembre 2016 | Jean-Noël Dumas | SE        | Agriculteur |

Le conseil municipal était composé de onze membres dont le maire et deux adjoints.

## Démographie
L'évolution du nombre d'habitants est connue à travers les recensements de la population effectués dans la commune depuis 1793. À partir du 1er janvier 2009, les populations légales des communes sont publiées annuellement dans le cadre d'un recensement qui repose désormais sur une collecte d'information annuelle, concernant successivement tous les territoires communaux au cours d'une période de cinq ans. 
Pour les communes de moins de 10 000 habitants, une enquête de recensement portant sur toute la population est réalisée tous les cinq ans, les populations légales des années intermédiaires étant quant à elles estimées par interpolation ou extrapolation. Pour la commune, le premier recensement exhaustif entrant dans le cadre du nouveau dispositif a été réalisé en 2007,.
En 2021, la commune comptait 316 habitants, en évolution de −8,14 % par rapport à 2015 (Calvados : +1,58 %, France hors Mayotte : +2,49 %).
Ondefontaine comptait 916 habitants lors du premier recensement républicain en 1793, population jamais atteinte depuis.
| 1793 | 1800 | 1806 | 1821 | 1831 | 1836 | 1841 | 1846 | 1851 |
| ---- | ---- | ---- | ---- | ---- | ---- | ---- | ---- | ---- |
| 916  | 731  | 855  | 765  | 778  | 807  | 781  | 728  | 725  |

| 1856 | 1861 | 1866 | 1872 | 1876 | 1881 | 1886 | 1891 | 1896 |
| ---- | ---- | ---- | ---- | ---- | ---- | ---- | ---- | ---- |
| 680  | 657  | 620  | 602  | 582  | 561  | 576  | 537  | 480  |

| 1901 | 1906 | 1911 | 1921 | 1926 | 1931 | 1936 | 1946 | 1954 |
| ---- | ---- | ---- | ---- | ---- | ---- | ---- | ---- | ---- |
| 448  | 437  | 433  | 379  | 364  | 357  | 376  | 357  | 296  |

| 1962 | 1968 | 1975 | 1982 | 1990 | 1999 | 2007 | 2012 | 2017 |
| ---- | ---- | ---- | ---- | ---- | ---- | ---- | ---- | ---- |
| 331  | 328  | 313  | 240  | 249  | 294  | 309  | 330  | 327  |

| 2019 | - | - | - | - | - | - | - | - |
| ---- | - | - | - | - | - | - | - | - |
| 320  | - | - | - | - | - | - | - | - |

## Lieux et monuments
- Église Saint-Germain du début du XIXe siècle.
- Mairie-école de la fin du XIXe siècle.
- Motte flanquée d'une basse-cour dans le bois de Buron[12].

Le tertre est situé sur le promontoire entre Ondefontaine et le Mesnil-Auzouf, au lieu-dit le Moulin Ronceux.
- L'Odon et la Druance, deux rivières du bassin de l'Orne prennent leurs sources sur le territoire communal.
- Quatre éoliennes construites en 2016[14] aux lieux-dits la Blanche Lande et le Bois du Goulet[15].